# Folleville (Somma)
Folleville – miejscowość i gmina we Francji, w regionie Hauts-de-France, w departamencie Somma.
Według danych na rok 1990 gminę zamieszkiwały 63 osoby, a gęstość zaludnienia wynosiła 10 osób/km² (wśród 2293 gmin Pikardii Folleville plasuje się na 934. miejscu pod względem liczby ludności, natomiast pod względem powierzchni na miejscu 754.).